# Мальчишник 2: Последнее искушение
«Мальчи́шник 2: После́днее искуше́ние» (англ. Bachelor Party 2: The Last Temptation) — кинофильм. Сиквел к фильму «Мальчишник» 1984 года.

## Сюжет
Мелинда любит Рона и собирается выйти за него замуж. Но муж её сестры Тодд не в восторге от этого брака, поскольку боится, что Рон займёт его место в фирме тестя. Тодд хотел бы, чтобы Мелинда отказалась от свадьбы, но для этого Рон сам должен напортачить. Например, изменить Мелинде. И вот чтобы предоставить ему такую возможность, Тодд организует самый дикий мальчишник в мире.

## В ролях
| Актёр           | Роль    |
| --------------- | ------- |
| Джош Кук        | Рон     |
| Гарланд Уильямс | Дерек   |
| Грег Питтс      | Джейсон |
| Дэнни Джейкобс  | Сет     |
| Уоррен Кристи   | Тодд    |
| Сара Фостер     | Мелинда |
| Эммануэль Вожье | Ева     |